# Desulfobacter
Desulfobacter es un género de bacterias de la familia Desulfobacteraceae. Desulfobacter tiene la capacidad de oxidar acetato a CO2.